# Linnaemya varia
Linnaemya varia är en tvåvingeart som beskrevs av Charles Howard Curran 1925. Linnaemya varia ingår i släktet Linnaemya och familjen parasitflugor. Inga underarter finns listade i Catalogue of Life.